# Іджтімай Телевізія
Іджтімай Телевізія («Громадське телебачення», азерб. İctimai Televiziya (İTV)) — телевізійний канал суспільного мовлення в Азербайджані. Він почав своє мовлення 29 серпня 2005 року після того, як був створений законодавчим актом в 2004 році як перший незалежний суспільний мовник в Азербайджані. Телеканал розташовується в місті Баку і має пов'язану із ним радіостанцію «Іджтімай Радіо».
«Іджтімай Телевізія» фінансується в основному рекламою та урядовими дотаціями. Закон 2004 року про створення телеканалу передбачав, що він фінансуватиметься коштом податків на телевізійні ліцензії з 2010 року, але це положення закону ще так і не запроваджене.
Телеканалом керує Громадська телерадіокомпанія Азербайджану (азерб. İctimai Televiziya və Radio Yayımları Şirkəti), керівним органом якої є рада з дев'яти осіб. Члени цієї ради призначаються Президентом Азербайджану, а Генеральний директор обирається радою і теж затверджується Президентом.
Процедура призначення ради, а також фінансування телеканалу державою, є об'єктом критики зі сторони неурядових організацій, на тій підставі що канал може бути надто сильно пов'язаним з урядом, щоб бути незалежним і неупередженим. «Іджтімай Телевізія» стала членом Європейської мовної спілки 5 липня 2007 року, що дозволило цьому телеканалу брати участь в подіях, таких як Пісенний конкурс Євробачення, в якому Азербайджан вперше взяв участь в 2008 році.
Після перемоги Азербайджану на Пісенному конкурсі Євробачення 2011, «Іджтімай Телевізія» провела конкурс 2012 року в Баку. Цей телеканал також мав би провести Третє танцювальне Євробачення в Баку, але цю подію відклали на невизначений термін через недостатню кількість учасників.